# Republika (hudební skupina)
Republika byla polská rocková hudební skupina nové vlny založená v roce 1981. Rozpadla se v roce 1986. Opět se dala dohromady v roce 1990 a definitivně ukončila činnost po smrti lídra a hlavního autora Grzegorze Ciechowského v roce 2001. V roce 2002 odehrála poslední koncert, již bez Ciechowského.
Nejpopulárnějšími písněmi skupiny jsou: Biała flaga, Mamona, Odchodząc,Śmierć w bikini, Kombinat, Obcy astronom, Moja krew, Tak długo czekam (ciało), Nowe sytuacje, Republika marzeń, Zapytaj mnie czy cię kocham, Gadające głowy, Sexy doll, Psy Pawłowa, Reinkarnacje.

## Členové skupiny
- Grzegorz Ciechowski – zpěv, klávesové nástroje, flétna (1981–1986, 1990–2001)
- Zbigniew Krzywański – kytara (1981–1986, 1990–2002)
- Sławomir Ciesielski bicí (1981-1986, 1990–2002)
- Paweł Kuczyński – baskytara (1981–1986, 1990)
- Leszek Biolik – baskytara (1991–2002)

## Diskografie

### Studiová alba
- 1983 – Nowe sytuacje
- 1983 – 1984
- 1984 – Nieustanne tango
- 1991 – 1991
- 1993 – Siódma pieczęć
- 1995 – Republika Marzeń
- 1998 – Masakra
- 2002 – Ostatnia płyta

### SP
- 1983 – Kombinat/Gadające głowy
- 1983 – Układ sił/Sexy doll
- 1986 – Sam na linie/Moja krew
- 1991 – Lawa/Balon

### Koncertní alba
- 1993 – Bez prądu
- 2002 – Republika
- 2004 – Największe przeboje – LIVE
- 2007 – Trójka Live!

### Kompilace
- 1993 – '82–'85
- 1999 – Biała flaga
- 2003 – Komplet
- 2007 – Gwiazdy polskiej muzyki lat 80. vol. II